# تارینگتون
تارینگتون (به انگلیسی: Tarrington) یک روستا و محله مدنی در بریتانیا است که در هرفوردشر واقع شده‌است. تارینگتون ۵۷۶ نفر جمعیت دارد.